# Вальдемар II
Вальдемар II Победоносный (лат. Valdemarus, дат. Valdemar Sejr; 9 мая или 28 июня 1170 — 28 марта 1241) — король Дании с 1202 года, укрепивший внутреннее и внешнее положение страны.
Вальдемар был сыном датского короля Вальдемара I Великого и дочери минского князя Володаря Глебовича, Софии.

## Правление

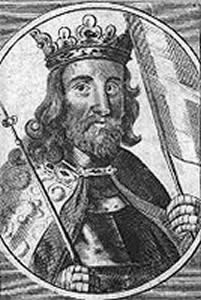
Вальдемар II

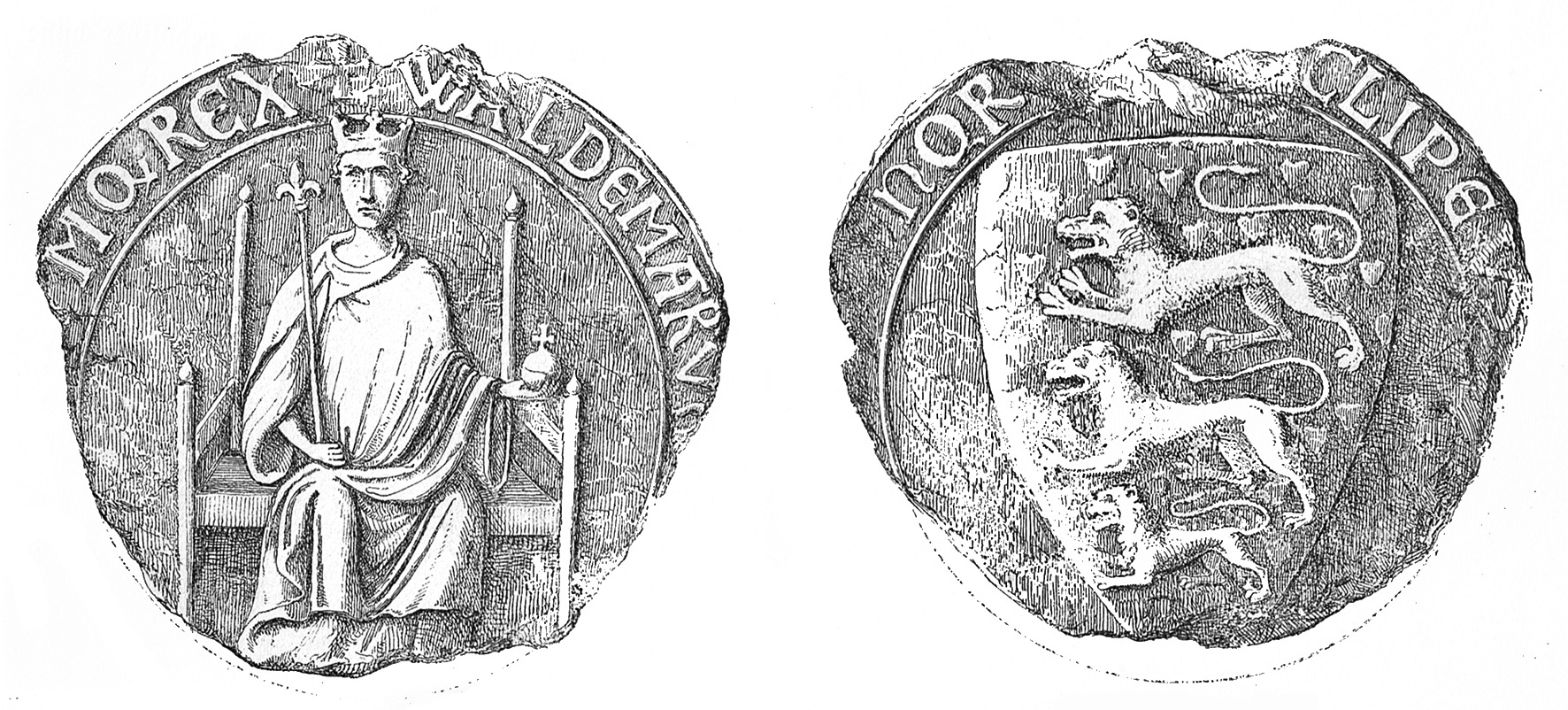
Печать Вальдемара II

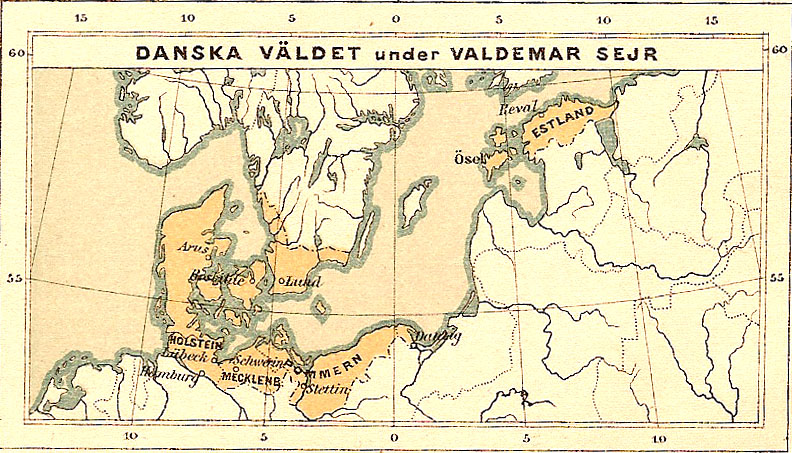
Датские владения при Вальдемаре II

Став королём, он начал проводить активную внешнюю политику. Ему удалось присоединить некоторые северогерманские территории, что было письменно признано германским королем Фридрихом II. В 1218 году к Вальдемарy обратился епископ Риги с просьбой о помощи против эстов, нападавших на немецких колонистов. Он дал согласие и вскоре получил поддержку от папы римского.
Папа Гонорий III в своей булле от 9 октября 1217 года благословил это намерение и передавал королю Дании все земли, которые тот захватит в Эстонии, что придало вторжению статус Крестового похода против язычников Прибалтики. В результате была одержана победа над эстами при Линданисе и захвачена большая территория. На ней было основано герцогство и построено укрепление вместо разрушенного Линданисе, где позднее вырос город Ревель.
Однако вскоре его постигли неудачи. В 1223 году король и его сын были похищены приглашённым ими на пир шверинским графом Генрихом. Этим воспользовался Фридрих II, потребовавший возвращения немецких территорий и выплаты огромной компенсации. Вальдемару пришлось согласиться на эти условия. После освобождения он пытался возвратить потерянные земли, но безуспешно. Его старший сын Вальдемар Молодой (1209—1231) погиб на охоте, рано умерла любимая жена, Дагмара Богемская.
Внутри страны при Вальдемаре шла систематизаторская деятельность. Была составлена опись земель в Дании, так называемая «Земельная книга короля Вальдемара», в которую помещались сведения о хозяйствах: их структуре, размере, принадлежности, выплачиваемых с них налогах.
Под руководством виборгского епископа Гуннера, друга Вальдемара, было кодифицировано право Ютландии (Ютский закон), который оказался самым современным из датских областных законов. Он наиболее чётко систематизирован, в нём последовательно выражены интересы короля, чувствуется сильное влияние канонического права. Впоследствии Ютский закон считался основным в Дании, и в период более 300 лет оставался актуальным, что подтверждает факт перевода на немецкий язык Эриком Краббе в XIV веке.

## Браки и дети
1-я жена Ингеборга (Рикса) Саксонская; детей не было.
2-я жена Маргарита (Дагмара) Богемская, их дети:
- Вальдемар — младший король Дании

3-я жена Беренгария Португальская, их дети:
- Эрик IV — король Дании
- Абель — король Дании
- Кристофер I — король Дании
- София, жена маркграфа Иоганна I Бранденбургского

Внебрачные дети(?):
- Кнуд
- Нильс